# سكك حديد وسط المحيط الهادئ
 سكك حديد وسط المحيط الهادئ  (CPRR) هو الاسم السابق لشبكة السكك الحديدية التي بنيت بين كاليفورنيا وولاية يوتا، الولايات المتحدة الأمريكية التي شكلت جزءا من «أول سكة حديدية عبر القارات» في أمريكا الشمالية. هو الآن جزء من إتحاد سكك حديد المحيط الهادئ.
العديد من المقترحات الوطنية في القرن ال19 لبناء خطوط السكك الحديدية العابرة للقارات فشلت بسبب الطاقة التي تستهلك بسبب الخلافات السياسية على العبودية. مع الانفصال من قبل الجنوب، والمحدثين في الحزب الجمهوري في الكونغرس الأمريكي التي تسيطر عليها.حيث تم تمرير تشريع يجيز إنشاء السكك الحديدية، مع تمويل في شكل سندات السكك الحديدية الحكومية. تم سدادها في نهاية المطاف مع الفوائد. الحكومة والسكك الحديدية على حد سواء أسهموا في زيادة قيمة المنح للأراضى، التي تشملها خطوط السكك الحديدية. بناء السكك الحديدية قد أسهم أيضا للحكومة ضمان «النقل الآمن والسريع لرسائل البريد، نقل القوات، الذخائر وقت الحرب، والمخازن العمومية.»

## المتاحف والمحفوظات

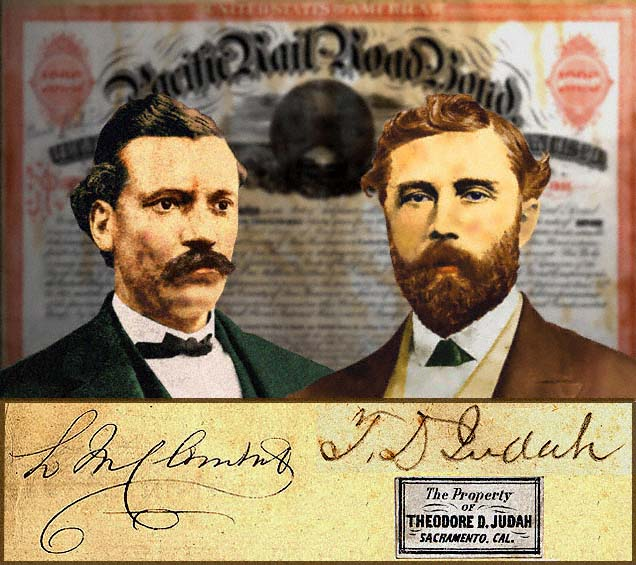
كبير مساعدى رئيس المهندسين إل إم. كليمنت (l) وكبير المهندسين تى دى. يهوذا (آر)

نسخة طبق الأصل من سكرامنتو بولاية كاليفورنيا محطة سكك حديد وسط المحيط الهادئ هي جزء من متحف السكة الحديد ولاية كاليفورنيا، وتقع في حديقة سكرامنتو الوطنية التاريخية القديمة.
تم الحفاظ على جميع مراسلات الشركة الأولى في جامعة سيراكيوز، كجزء من أوراق كوليس هنتنغتون بوتر. وقد تم وضعها على ميكروفيلم (133 بكرة). ومكتبات الميكروفيلم التالية لها: بجامعة أريزونا في توكسون. وجامعة فرجينيا كومنولث في ريتشموند. وقد رتبت مجموعات إضافية من رسائل المخطوطات في جامعة ستانفورد ومتحف مارينرز في نيوبورت نيوز (فيرجينيا). ألفريد أى. هارت كان المصور الرسمي لعمليات البناء لسكك حديد وسط المحيط الهادئ (CPRR).

## القاطرات

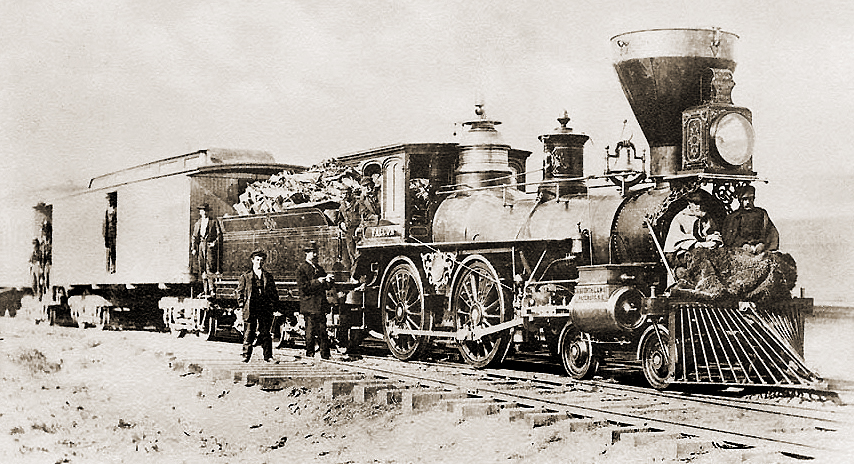
سكك حديد وسط المحيط الهادئ #113 فالكون, دانفورث 4-4-0، في أرجينتا، نيفادا، 1 مارس 1869 (صور: JB سيلفيس (إلينوي))

كانت القاطرات الثلاث الأولى في سكك حديد وسط المحيط الهادئ من النوع الإعتيادى 4-4-0 ، على الرغم من أن مع استعار الحرب الأهلية الأمريكية في الشرق، كان لديهم صعوبة في الحصول على محركات من مصنعى القاطرات الشرقيين الذي في بعض الأحيان كان لديهم فقط قاطرات أصغر 4-2-4 أو نوع من أنواع المتاحة 4-2-2 . حتى الانتهاء من سكك حديدية عابرة للقارات وتم إفتتاح المحلات التجارية لخطوط السكة الحديدية الخاصة بها، وكانت جميع القاطرات التي سيتم شراؤها من قبل شركات التصنيع في شمال شرق الولايات المتحدة كانت المحركات سيتم تفكيكها، وتحميلها على متن سفينة، التي من شأنها أن تشرع في رحلة أربعة أشهر تذهب في جميع أنحاء جنوب أميركا كيب هورن حتى وصولها إلى سكرامنتو حيث سيتم تفريغ القاطرات، وإعادة تجميعها، ووضعها في الخدمة.
وجاءت القاطرات في ذلك الوقت من العديد من الشركات المصنعة، مثل كوك للقاطرات والتشغيل، شنيكتادي، ميسون، روجرز، دانفورث، نوريس، بوث، ومكاي وألدوس، من بين أمور أخرى. ومن المثير للاهتمام، والسكك الحديدية كانت بشروط غير ودية وليس مع بالدوين أعمال القاطرات، واحدة من الشركات المعروفة. وليس من سبب واضح لهذا النزاع، على الرغم من البعض يعزو ذلك إلى أن المصنع كان لديه الإصرار على الدفع نقدا (على الرغم من أن هذا لم يتم التحقق منه). ونتيجة لذلك، رفضت السكك الحديدية شراء قاطرات من بالدوين، وثلاثة مصنعين سابقين غرب المحيط الهادئ السكة الحديد (الذي CP قد استوعبت في عام 1870) كانت محركات محركات بالدوين الوحيدة التي تملكها سكك حديد وسط المحيط الهادئ. بقي الخلاف وسط المحيط الهادئ مع بالدوين دون حل إلى أن تم الإستحواذ على الطريق من قبل جنوبى المحيط الهادئ.

## مزيد من القراءة
- Allen، James B.؛ جلان إم. ليونارد (1976). The Story of the Latter-day Saints. Salt Lake City, Utah: Deseret Book Company.
- Ambrose, Stephen E. (2000). Nothing Like It In The World; The men who built the Transcontinental Railroad 1863–1869. Simon & Schuster. {{استشهاد بكتاب}}: الوسيط غير المعروف |الرقم المعياري= تم تجاهله يقترح استخدام |ردمك= (مساعدة)
- Bain, David Haward (1999). Empire Express; Building the first Transcontinental Railroad. Viking Penguin. {{استشهاد بكتاب}}: الوسيط غير المعروف |الرقم المعياري= تم تجاهله يقترح استخدام |ردمك= (مساعدة)
- Beebe, Lucius (1969). The Central Pacific & The Southern Pacific Railroads: Centennial Edition. Howell-North. {{استشهاد بكتاب}}: الوسيط غير المعروف |الرقم المعياري= تم تجاهله يقترح استخدام |ردمك= (مساعدة)
- Cooper, Bruce C., "Riding the Transcontinental Rails: Overland Travel on the Pacific Railroad 1865–1881" (2005), Polyglot Press, Philadelphia ISBN 1-4115-9993-4
- Cooper, Bruce Clement (Ed), "The Classic Western American Railroad Routes". New York: Chartwell Books/Worth Press, 2010. ISBN 978-0-7858-2573-9; ISBN 0-7858-2573-8; BINC: 3099794.
- Duran, Xavier, “The First U.S. Transcontinental Railroad: Expected Profits and Government Intervention,” Journal of Economic History, 73 (March 2013), 177–200.
- Lee, Willis T., Ralph W. Stone, and Hoyt S. Gale (1916). Guidebook of the Western United States, Part B. The Overland Route. USGS Bulletin 612. {{استشهاد بكتاب}}: روابط خارجية في |عنوان= (مساعدة)صيانة الاستشهاد: أسماء متعددة: قائمة المؤلفين (link)
- White, Richard.  Railroaded: The Transcontinentals and the Making of Modern America (2010)
- Willumson, Glenn. Iron Muse: Photographing the Transcontinental Railroad (University of California Press; 2013) 242 pages; studies the production, distribution, and publication of images of the railroad in the 19th and early 20th centuries.

## وصلات خارجية
- "I Hear the Locomotives: The Impact of the Transcontinental Railroad"
- Golden Spike National Historical Site in Utah
- Central Pacific Railroad Photographic History Museum
- Union Pacific Railroad History
- The Transcontinental Railroad
- Pacific Railway Act and related resources at the Library of Congress
- Chinese-American Contribution to transcontinental railroad
- Booknotes interview with David Howard Bain on Empire Express: Building the First Transcontinental Railroad, March 5, 2000.
- Linda Hall Library's Transcontinental Railroad educational site with free, full-text access to 19th century American railroad periodicals

Maps
- Route map at the Library of Congress
- Map of Union Pacific Railroad with Dates
- Abandoned route of the transcontinental railroad in Utah (with map)